# Jewgienij Gidicz
Jewgienij Siergiejewicz Gidicz  (ros. Евгений Сергеевич Гидич, ur. 19 maja 1996 w miejscowości Kokczetaw) – kazachski kolarz szosowy.
Kilkukrotny uczestnik mistrzostw świata w kolarstwie szosowym, medalista mistrzostw Azji w kolarstwie szosowym.

## Osiągnięcia
Opracowano na podstawie:

2014
- 2. miejsce w mistrzostwach Azji juniorów (start wspólny)

2016
- 2. miejsce w Tour de Filipinas
  - 1. miejsce w klasyfikacji młodzieżowej
- 1. miejsce na 6. etapie Tour of Azerbaijan
- 1. miejsce w klasyfikacji młodzieżowej Tour de Korea
- 1. miejsce na 3. i 5. etapie Tour of Qinghai Lake
- 1. miejsce na 1. etapie Dookoła Bułgarii

2017
- 2. miejsce w mistrzostwach Azji U23 (start wspólny)
- 1. miejsce w Tour of Thailand
  - 1. miejsce na 1. etapie
- 3. miejsce w Tour de Korea
- 1. miejsce na 13. etapie Tour of Qinghai Lake

2018
- 3. miejsce w Tour of Croatia
  - 1. miejsce w klasyfikacji młodzieżowej

2019
- 1. miejsce w mistrzostwach Azji (jazda drużynowa na czas)
- 1. miejsce w mistrzostwach Azji (start wspólny)
- 1. miejsce na 3. etapie Tour of Croatia

2021
- 2. miejsce w mistrzostwach Kazachstanu (start wspólny)

2022
- 3. miejsce w Grand Prix Gazipaşa
- 1. miejsce w mistrzostwach Kazachstanu (start wspólny)

## Rankingi
| Rok             | 2015 | 2016 | 2017  | 2018 | 2019 | 2020  | 2021 | 2022 | 2023 | 2024  |
| --------------- | ---- | ---- | ----- | ---- | ---- | ----- | ---- | ---- | ---- | ----- |
| UCI World Tour  |      | -    | -     | 380. |      |       |      |      |      |       |
| World Ranking   |      | 305. | 187.  | 377. | 213. | 1494. | 601. | 364. | 308. | 1034. |
| UCI Europe Tour | -    | 937. | 1045. | 338. |      |       |      |      |      |       |
| UCI Asia Tour   | 319. | 24.  | 5.    | 118. | 3.   | 106.  | 8.   | 7.   | 9.   | 60.   |
|                 |      |      |       |      |      |       |      |      |      |       |
| Źródło: UCI     |      |      |       |      |      |       |      |      |      |       |